# Lucerapex schepmani
Lucerapex schepmani is een slakkensoort uit de familie van de Turridae. De wetenschappelijke naam van de soort is voor het eerst geldig gepubliceerd in 1970 door Shuto.